# Titularbistum Carcabia
Carcabia ist ein Titularbistum der römisch-katholischen Kirche.
Es geht zurück auf einen historischen Bischofssitz in der Kleinstadt, der römischen Provinz Africa, später Byzacena, im heutigen Tunesien.
| Titularbischöfe von Carcabia |                                 |                                                            |                   |                    |
| Nr.                          | Name                            | Amt                                                        | von               | bis                |
| 1                            | José Lafayette Ferreira Álvares | Weihbischof in São Paulo (Brasilien)                       | 26. Juli 1965     | 1. Februar 1971    |
| 2                            | Cláudio Hummes, OFM             | Koadjutorbischof von Santo André (Brasilien)               | 22. März 1975     | 29. Dezember 1975  |
| 3                            | Vittorio Luigi Mondello         | Weihbischof in Messina (Italien)                           | 10. Dezember 1977 | 30. Juli 1983      |
| 4                            | Louis Mbwôl-Mpasi OMI           | Weihbischof in Isangi (Zaïre)                              | 4. Juni 1984      | 1. September 1988  |
| 5                            | Jusztin Nándor Takács OCD       | Weihbischof in Székesfehérvár (Ungarn)                     | 23. Dezember 1988 | 13. September 1991 |
| 6                            | Peter Dubovský SJ               | Weihbischof in Banská Bystrica (Slowakei)                  | 12. Januar 1991   | 30. Juli 1997      |
| 5                            | Dimitrios Salachas              | Exarch des Apostolischen Exarchats von Griechenland        | 23. April 2008    | 14. Mai 2012       |
| 6                            | Boris Andrij Gudziak            | Exarch des Apostolischen Exarchats Frankreich (Frankreich) | 21. Juli 2012     | 19. Januar 2013    |
| 7                            | Manuel Nin OSB                  | Exarch des Apostolischen Exarchats von Griechenland        | 2. Februar 2016   |                    |